# Song Yingzong
Song Yingzong, chiń. 宋英宗; pinyin: Sòng Yīngzōng, (ur. 16 lutego 1032, zm. 25 stycznia 1067), imię osobiste Zhao Shu, chiń. upr. 赵曙, chiń. trad. 趙曙, piąty cesarz dynastii Song, panujący od 1063 do 1067 roku. Pierwotnie jego imię brzmiało Zhao Zongshi, lecz zostało zmienione w 1062 roku na "Zhao Shu" na mocy cesarskiego dekretu. Jego następcą był najstarszy syn, późniejszy cesarz Shenzong.

## Życiorys

### Pochodzenie
Cesarz Yingzong był trzynastym synem Zhao Yunranga (趙允讓; 969–1059), znanego pod pośmiertnym tytułem "Księcia Anyi z Pu" (濮安懿王), kuzyna cesarza Renzonga. Dziadek Yingzonga, Zhao Yuanfen (趙元份; 966–1005), był młodszym bratem ojca cesarza Renzonga, Zhenzonga i zyskał pośmiertny tytuł "Księcia Gongjinga z Shang"(商恭靖王). Matka cesarza Yingzonga, konkubina Zhao Yunranga, nosiła rodowe nazwisko Ren (任). Otrzymała ona tytuł Xianjun z Xianyou (仙遊縣君).

### Młodość
Gdy cesarz Renzong ciężko zachorował, zaczął martwić się o sukcesję tronu, gdyż nie posiadał żyjących synów (wszyscy zmarli przedwcześnie) i za radą ministrów sprowadził do pałacu dwóch młodszych krewniaków, z których jednym był Zhao Zongshi. Imię zmieniono mu na Zhao Shu, gdy został w 1062 r. wybrany i wyznaczony na następcę tronu. Jego adoptowany ojciec, Renzong, zmarł w 1063 r. i Zhao Shu objął chiński tron. 

### Panowanie
Cesarzową-małżonką Yingzonga była cesarzowa Gao, siostrzenica cesarzowej wdowy Cao, małżonki Renzonga. Jako że cesarz był słabego zdrowia po koronacji, cesarzowa wdowa Cao sprawowała władzę jako regentka. Wpływy Cao były przykładem powtarzającego się za dynastii Song zjawiska przejmowania władzy przez najwyższe rangą kobiety w pałacu, często w sojuszu z naczelnymi radcami. Wdowa po Renzongu sprawowała władzę nawet po powrocie do zdrowia Yingzonga i dopiero interwencja premiera Han Qi, który zdjął kotarę z sali audiencji (by nie zasiadała za nią cesarzowa-wdowa) zmieniła ów styl rządzenia. 
Yingzong krytykował sztywność i biurokratyczny charakter tradycyjnego systemu wnoszenia opinii przez ministrów. Cesarz narzekał: "jak dotąd nie mieliśmy czasu spokojnie przedyskutować zasad rządzenia, ciągle jest to zakłócane przez obfitość dokumentów". Władca wprowadził więc system selekcjonowania petycji wedle ich ważności, Kluczowe sprawy miały być przedmiotem zainteresowania Sekretariatu do zyskania "cesarskiej zgody" w memoriałach z audiencji. Bardziej szczegółowe kwestie Sekretariat przedkładał do zatwierdzenia cesarskiego jako "rutynowe petycje" (shu-chuang), lecz omijając drogę audiencji. W przypadku zaś spraw ujętych już w prawie, dyrektywy wprowadzane przez Sekretariat miały wiązać podległe mu oddziały.
Za rządów Renzonga i Yingzonga poważnym problemem stały się ustawiczne akty wrogości w relacjach z Xixia. Armia tego tanguckiego państwa opierała się na sile uzbrojonej kawalerii i dalekosiężnych oddziałów piechoty, podczas gdy wojska Songów pozostawały wierne zwyczajowej strategii obrony umocnionych miast przez rozlokowane tam oddziały. Yingzong kontynuował rozpoczęty jeszcze przez poprzednika proces redukowania sił zbrojnych. Pod koniec panowania tego władcy liczebność armii szacuje się na 1 mln 162 000 ludzi, zaś w latach 40., przed rozbrojeniem, wynosiła 1 mln 259 000 żołnierzy.
W 1064 r. rozgorzała dyskusja pomiędzy Sima Guangiem a Ouyang Xiu, dotycząca zagadnienia przewagi osób z południa Chin w kwestii uzyskiwania najwyższego stopnia egzaminacyjnego jinshi. Za panowania Yingzonga liczba ta zaczęła bowiem dochodzić do 60% zdających. Martwiło to Sima Guanga jako człowieka z Północy. Proponował on wprowadzenie proporcjonalnych kwot w egzaminach w ramach departamentów, podobnie jak w przypadku kwot obowiązujących na egzaminach prefekturalnych. Oponował przeciw temu pochodzący z południa Ouyang Xiu, który wykazywał, iż egzaminy kwalifikacyjne, które zdawali południowcy, bardziej zmuszały do współzawodnictwa, niż te pisane przez osoby z północy i zachodu, a system kwot będzie podwójnie dyskryminować Południe. Spór ów wykazywał istnienie tarć na linii Północ- Południe i skłaniał do pytań nad sensownością oraz uczciwością egzaminów.